# ミシシッピ・アフリカ
ミシシッピ・アフリカ（Mississippi-in-Africa）は、19世紀西アフリカの現リベリア、シノエ郡の植民地。アメリカ合衆国ミシシッピ州ジェファーソン郡の綿花・プランテーションの所有者だったアイザック・ロス（Isaac Los）が1836年に死んだ時、プランテーションで奴隷として働かされていた解放黒人約200人をアフリカに移住（入植）させた。ルイジアナ州植民地会社により、現リベリアにミシシッピ・アフリカ植民地（Mississippi-in-Africa colony）と名付けられた、入植地を解放奴隷が築いた。しかし、原住民のクル族やバッサ族の攻撃に悩まされていたこともあり、この植民地は1842年リベリア連邦に、シノエ郡として統合した。